# 토모에 마미
토모에 마미(일본어: 巴 マミ)는 《마법소녀 마도카☆마기카》에 등장하는 마법소녀. 〈마법소녀 오리코☆마기카〉, 〈마법소녀 마도카☆마기카 ~The different story~〉,〈마법소녀 카즈미☆마기카 〜The innocent malice〜〉에서도 등장한다.

## 캐릭터
카나메 마도카가 다니는 미타키하라 중학교의 3학년 선배. 어른스러운 분위기를 지닌 미소녀로, 큐베와 함께 살고 있으며, 마녀를 사냥하며 카나메 마도카가 사는 구역을 담당하고 있다. 어렸을 때 우연한 교통 사고로 부모님이 현장에서 즉사하고, 혼자서 살아남았을 당시의 사고 현장에서 눈앞에 나타난 큐베에게 살려달라는 소원을 빌어 큐베와 계약하여 마법소녀가 된다. 무기로는 총구 장전식 화기(리본으로 만듬)를 사용하며 자비심이 많고 인정이 깊은 성격으로 선배로써 후배인 미키 사야카와 카나메 마도카에게 여러 가지 조언을 해준다. 혼자 남은 후로 줄곧 외톨이가 되어 살아가고 있으며, 겉으로는 보여주지 않지만 굉장히 약한 정신력과 여린 마음을 지니고 있다. 이를 보고 아케미 호무라는 "너무 강한척 하고. 너무 무리하고. 그렇지만 속으로는 누구보다 여린 마음을 지니고 있었어." 라고 말하기도 했다.

## 작중행적

### 1~2화
큐베를 쫓아 외진곳에 온 카나메 마도카와 미키 사야카가 마녀 게르트루트의 결계에 갇혀 죽을 위기에 처하자, 결정적인 순간에 나타나서 자신은 미타키하라 중학교 3학년 토모에 마미이며 큐베와 계약한 마법소녀라고 소개하였다. 멋진 모습으로 사역마 안토니들로부터 마도카와 사야카를 구하고 둘의 동경을 얻게 된다.
이후 카나메와 미키에게 마법소녀의 시스템에 대해서 설명해주며 큐베에게 선택된 아이니 마법소녀가 어떤 것인지 체험하기 위해 자신과 함께 마녀퇴치를 따라다니며 견학할 것을 권한다. 첫 마도카와 함께 퇴치한 마녀는 게르트루트로, 마도카와 사야카에게 마녀에 대해서 제대로 설명해주며 티로 피날레로 게르트루트를 처리한다. 그리고 그 둘에게 마녀를 죽이면 나오는 보상인 그리프시드를 보여주며, 이것을 이용하여 마력의 근원인 소울잼을 정화하는 모습을 보여주었다. 그 그리프시드는 한번 사용한 직후 셋을 미행하고 있었던 아케미 호무라에게 던져주며, "한번쯤은 더 사용할 수 있을거야."라며 이것을 가지고 떨어져라. 라는 느낌을 주는 말투로 말하였다. 이후 아케미 호무라에게 전혀 상관없는 사람들을 위험으로 몰아넣고 있다며 비난을 받는다. 하지만 마미는 그 둘은 큐베에게 선택받았다며 상관없지 않다고 한다. 그리고 호무라에게 다시는 만나고 싶지 않다고 한다.

### 3화
제 3 화 이제 아무것도 두렵지 않아.(もう何も怖くない)
― 토모에 마미. 《마법소녀 마도카☆마기카》 3화 대사
마도카와 사야카를 데리고 다니며 그리프시드를 떨구지 않는 사역마를 잡는 등 정의의 편에 가까운 모습을 보이며 둘의 동경을 얻는다. 그런데 카미죠 쿄스케가 입원한 병원에서 부화하는 중인 그리프시드를 발견한 미키 사야카와 카나메 마도카는 마녀를 놓치게 되는것을 우려하여 사야카는 그리프시드를 지키고, 마도카는 토모에 마미를 부르러 갔다. 후에 병원에 도착한 마미는 결계가 펴지며 빨려들어간 미키 사야카를 따라 카나메 마도카와 함께 결계 안으로 들어간다. 뒤따라온 호무라는 "이번 마녀는 강해, 둘의 안전은 보장할테니 내가 처리하겠어." 라고 경고하지만 마미는 "믿을거라고 생각해?" 라며 호무라를 리본으로 묶어버렸다. 호무라는 "마도카!"라고 외치며 저항하지만 속박되어 움직이지 못하게 되었다.결계 안에서 마도카는 마미에게 마법소녀가 돼서 마미선배와 함께 싸우는 것이 자신의 소원이라고 말하고, 그것을 들은 토모에 마미는 자신은 외톨이에, 강한 척 하는 겁쟁이라고 고백한다. 그런데도 함께 싸워줄거냐는 토모에 마미의 질문에 카나메 마도카는 그럴 것이라고 답하며, 토모에 마미는 감동하며 이번 싸움이 끝날때까지 소원이 정해지지 않으면 큐베에게 성대한 케이크를 부탁하자고 한다. 그리고 싸움에 들어가 마녀 샤를로테를 마주한 토모에 마미는 "모처럼 나왔지만, 오늘에야말로 속공으로 처리해주겠어!" 라며 전투에 임한다. 카나메의 동료가 되어주겠다는 말에 행복해진 그녀는 "몸이 가벼워, 이런 기분으로 싸우는 건 처음이야. 난 이제 아무것도 두렵지 않아!" 라고 하며 샤를로테를 처리하고, 티로 피날레로 마지막 일격을 날린다. 그리고 압박해서 없애려는 순간...
마미의 죽음
샤를로테의 입속에서 나온 본체가 순식간이 다가와, 마미의 머리부터 잡아먹는다. 이 장면은 작품의 분위기를 반전시키는 중요한 반환점이 된다. 아케미 호무라가 묶여있던 리본이 피처럼 흘러내리며, "설마..."라고 말하는 장면은 그녀의 죽음을 암시한다. 토모에 마미는 모두가 보는 앞에서 끔찍하게 살해당하고, 입 속에서 소울잼이 깨져 변신이 풀린 채로 떨어지고 시체마저도 뜯어먹혔다. 큐베는 마도카와 사야카에게 계약을 재촉하지만, 순간 나타난 호무라가 "그럴 필요는 없어."라며 폭탄으로 샤를로테를 살해한다. 그 후 사야카가 "돌려줘! 그 그리프시드는 마미선배꺼야!" 라며 화를 내보지만, 호무라는 "마법소녀가 아닌자는 손댈 자격조차 없지." 라며 무심하게 돌아선다 이후에 이 장면은 마마마를 유명하게 만드는 요소 중 하나로 밈 현상을 일으켰다.

### 4~9화
이미 사망한 인물이라 등장하지는 않고, 작중 인물들이 간접적으로 언급한다. 마녀 H.N 멜리의 텔레비전에 토모에 마미의 사망장면이 등장하며, 이후에 계약한 미키 사야카는 토모에 마미의 정의로운 마음을 이어나가며 롤모델로 삼기도 했다. 후에는 새로운 마법소녀 사쿠라 쿄코가 그 빈 자리를 채운다.

### 10화
호무라의 첫번째 시간축에서, 토모에 마미는 이미 카나메 마도카와 마법소녀 콤비를 맺어 활동하고 있었다. 하지만 '발푸르기스의 밤'전투에서 사망하며, 카나메 마도카는 희생하여 맞섰으나 사망한다.
호무라가 마법소녀가 되고나서 나오는 두번째 시간축에서는 호무라의 능력을 파악하고 조언해주며 셋이 마법소녀 콤비가 되어 활동한다. 마녀 페트리샤와 싸울때 마미가 리본으로 묶어 다리를 만든 뒤 시간정지 상태에서 호무라가 폭탄을 던져 제고라는 등 좋은 협동을 보여주었다. 하지만 발푸르기스의 밤과 싸울때에는 언급조차 되지 않았다. 그리고 세번째 시간축에서 미키 사야카와 사쿠라 쿄코가 합류하고, 미키 사야카의 마녀화때 약한 정신력을 가진 마미가 제일 먼저 정신붕괴하여 사쿠라 쿄코를 살해하고 호무라를 묶어 겨눈 뒤 "소울잼이 마녀를 낳는다면, 우리 모두 마녀가 되는 수밖에 없잖아! 이렇게 되면 너도, 나도.."라며 호무라를 쏠려다가 마도카가 급하게 쏜 화살에 소울잼을 맞고 사망했다. 이것 역시 마미루와 함께 인터넷 필수요소가 되었다.

### 12화
카나메 마도카의 소원이 이루어지기 전, 마도카의 무의식 속에서 사쿠라 쿄코와 함께 차를 마시는 모습으로 등장했다. 마도카에게 "너는 희망을 이루는게 아니야. 너 자신이 희망이 되는거야." 라며 마도카에게 마지막으로 선배다운 조언을 해주었다. 그 이후 마도카의 소원이 이루어짐에 따라 모든 마녀는 태어나기 전 사라지게 되어있어 마미와 쿄코가 살아있게 되었다. 그리고 미키 사야카 역시 절망속에서 마녀가 된 비운의 소녀가 아닌 마력을 모두 소모하여 행복하게 사라진 마법소녀가 되었다. 마미는 이렇게 사라진 미키 사야카를 '원환의 이치'에 이끌려 갔다고 말했다. 이는 무심결에 마미가 마도카라는 단어를 사용한 것이라고 한다. 마도카가 '동그라미'라는 뜻인 만큼 그녀 역시 모두의 기억속에서 사라진 마도카를 미약하게나마 기억하고 있다는 뜻이 된다. 하지만 호무라가 "마도카..." 라며 울자 어리둥절해 하는 반응을 보였다.

### 극장판 마법소녀 마도카☆마기카

#### 시작의 이야기, 영원의 이야기
TVA내용과 크게 달라진 점이 없다. 다만 12화에서 사쿠라 쿄코에게 "고마워, 쿄코." 라고 하는 사람이 마미→ 마도카로 바뀌었다.